# Diplycosia epiphytica
Diplycosia epiphytica là một loài thực vật có hoa trong họ Thạch nam. Loài này được Fletcher mô tả khoa học đầu tiên năm 1936.